# Bill de Blasio
« Blasio » redirige ici. Pour les autres significations, voir Blasio (homonymie).
Bill de Blasio, né Warren Wilhelm, Jr. le 8 mai 1961 à Manhattan (New York), est un homme politique américain. Membre du Parti démocrate, il est maire de New York de 2014 à 2021.

## Biographie

### Famille et vie personnelle

#### Origines familiales
Il est d'origine allemande par son père et italienne par sa mère. Il parle italien. Il est aisément reconnaissable à sa grande taille, 1,98 m.
Son père Warren Wilhelm est un héros de la Seconde Guerre mondiale qui a perdu partiellement sa jambe gauche durant la guerre du Pacifique contre les Japonais. Diplômé de Harvard après la guerre mais suspecté de sympathies communistes pendant le maccarthysme, il est privé de fait de tout avancement dans son travail d'analyste au département du Commerce. Il se met à boire, il divorce puis il se suicide après avoir appris qu'il était atteint d'un cancer. 
La mère de Bill de Blasio, Maria de Blasio, syndicaliste et écrivaine, assure en grande partie son éducation et l'oriente vers le militantisme politique. Pour se démarquer de l'encombrant passé de son père, Bill de Blasio accole le nom de jeune fille de sa mère (de Blasio) à celui de son père (Wilhelm) pour se faire appeler, en 1983, « Warren de Blasio-Wilhelm ». Finalement, en 2001, son état civil est officiellement changé en « Bill de Blasio » par un juge de Brooklyn.

#### Mariage
En 1983, Bill de Blasio achève ses études supérieures à l'université Columbia. 
En 1994, il se marie à la poétesse afro-américaine Chirlane McCray, qu'il avait rencontrée en 1989 lorsqu'il était en poste au service des affaires communautaires de la Ville de New York. Elle travaillait alors au service de presse et écrivait des discours pour le maire de l'époque, David Dinkins. Elle, qui se présentait auparavant comme lesbienne, parle de sa rencontre avec Bill de Blasio comme de celle de « l'amour de [sa] vie »,. Ils se marient devant un couple de prêtres homosexuels et n'hésitent pas à se rendre à Cuba pour leur lune de miel à une époque où le pays est interdit aux citoyens américains. Ils ont deux enfants, Dante et Chiara.

### Carrière politique

#### Militant humanitaire
En 1988, il participe à une mission humanitaire organisée par le Quixote Center du Maryland à Masaya au Nicaragua. Il est impressionné par les réalisations de la révolution sandiniste (condamnée par les États-Unis) et, à son retour, il milite dans des organisations de soutien à ce régime tout en se montrant critique envers la répression menée contre les dissidents. Il s'investit également dans des organisations pacifistes, antinucléaires et antiapartheid.

#### Début en politique
En 1989, il est volontaire au sein de l'équipe de campagne du démocrate David Dinkins, candidat victorieux à la mairie de New York. En 1992, il rejoint celle de Bill Clinton, candidat à la présidence des États-Unis. En 2000, il est dans l'équipe dirigeante de la campagne sénatoriale d'Hillary Clinton dans l'État de New York ; elle est élue,.
Conseiller municipal représentant la 39e circonscription de New York de 2002 à 2009, il occupe à partir du 1er janvier 2010 la fonction de médiateur de la Ville (New York City Public Advocate). En 2008, il s'oppose à la demande du maire, Michael Bloomberg, de changer la règlementation électorale afin d'effectuer un troisième mandat ; ses adversaires soulignent qu'en 2005, il défendait la position inverse.
En 2011, il soutient le mouvement Occupy Wall Street qui proclame : « La chose que nous avons tous en commun est que nous sommes les 99 % qui ne tolèreront plus la rapacité et la corruption du 1 % restant ».

#### Maire de New York

##### Élection
Lors de la campagne pour l'élection municipale new-yorkaise de 2013, la primaire démocrate, d'abord dominée par Christine Quinn, lui est finalement favorable ; il axe sa campagne sur la défense des « petites gens ». Il est accusé par le maire sortant, Michael Bloomberg (qui ne peut prétendre à un quatrième mandat), de « racisme » : il mettrait, selon ce dernier, trop en avant son épouse et ses enfants afro-américains afin de s'attirer les voix de la communauté noire,. Il promet plus de logements sociaux et d'écoles maternelles, une police plus à l'écoute des minorités et une augmentation des impôts pour les plus riches.
Le 5 novembre 2013, il est opposé au républicain Joe Lhota lors de l'élection. Il la remporte avec plus de 73 % des voix, devenant le premier maire démocrate de New York depuis David Dinkins, élu en 1989.
Il prête serment le 1er janvier 2014, après les douze coups de minuit, sur une Bible ayant appartenu au président Franklin Delano Roosevelt ; Hillary et Bill Clinton sont présents lors de la cérémonie, ainsi que des représentants de diverses catégories de la population, notamment un imam, Askia Muhammad, qui prononce une brève allocution.
Peu de temps après ce serment sur la Bible, une rumeur se répand selon laquelle il est athée. Il dément cette « accusation » et déclare qu'il n'est attaché à aucune religion en particulier mais qu'il a une vie spirituelle.

##### Gestion de la ville
Bill de Blasio se considère comme social-libéral (liberal en anglais) et progressiste,. C'est aussi un homme politique réaliste et habileInterprétation abusive ? auquel il arrive de ne pas respecter à la lettre ses promesses électorales. Par exemple, dans le domaine clé de la sécurité, pour mettre en place sa police plus à l'écoute des minorités, il nomme William Bratton. Ce dernier avait déjà été à la tête de la police new-yorkaise entre 1994 et 1996, sous l'administration Giuliani ; il avait appliqué une politique réputée efficace, de « tolérance zéro », contre la criminalité. Mais ce choix ne s'avère pas payant pour de Blasio, il doit révoquer Bratton au bout de trois ans, à la suite de plusieurs accusations d'actes racistes perpétrés par ses hommes.
Parmi ses promesses de campagne, on trouve aussi la suppression des calèches pour les touristes à Central Park ; finalement, il décide de réduire le nombre des chevaux et d'encadrer leurs horaires de travail.
Il est soupçonné de corruption pour le financement de sa campagne électorale de 2013. La procédure à son encontre est abandonnée en mars 2017. Un rapport final dénonce toutefois certaines pratiques de son équipe de campagne.
Il est décrit comme étant peu apprécié des milieux d'affaires. 

##### Réélection
En 2017, il est candidat à sa réélection, contre la républicaine Nicole Malliotakis. Le 7 novembre, il remporte le scrutin avec 66,5 % des voix contre 27,8 % pour sa rivale,.
En mai 2019, de Blasio annonce sa candidature à l'investiture démocrate pour l'élection présidentielle de 2020, mais, quatre mois plus tard, le 20 septembre, il fait savoir qu'il renonce à ses ambitions nationales. En février 2020, il annonce qu'il soutient Bernie Sanders.
Le 20 avril 2020, alors que New York est durement touchée par la pandémie de Covid-19, il exhorte le président Trump, ancien New-Yorkais, à « sauver sa ville » en agissant pour que la majorité républicaine au Sénat augmente les aides financières fédérales aux villes et aux États du pays qui font face à la pandémie.
Il quitte ses fonctions le 31 décembre 2021, à l'issue de son second mandat.